# La Bohème (pel·lícula de 2008)
La Bohème és una pel·lícula germanoaustríaca dirigida per Robert Dornhelm (director de War and Peace i nominat a un Oscar per The Children of Theatre Street, 1977) i estrenada l'any 2008.
Amb aquest film, la soprano Anna Netrebko i el tenor Rolando Villazón, després d'haver conquerit els escenaris més prestigiosos de tot el món, debuten finalment a la pantalla gran. La pel·lícula, basada en l'òpera La Bohème, de Puccini, es va rodar a Viena.

## Argument
París, primera meitat del segle xix. Quatre amics comparteixen un àtic atrotinat. El grup el formen el poeta Rodolfo, l'artista Marcelo, un músic alegre anomenat Schaunard i el filòsof Colline, una mica rondinaire. Tots quatre són bohemis i pobres, però estan plens de passió i tenen moltes ganes de viure.
La Nit de Nadal decideixen anar-se'n al cafè Momus per celebrar-ho. Aquest fet canviarà la seva vida per sempre.

## Repartiment
- Anna Netrebko - Mimi (soprano)
- Rolando Villazón - Rodolfo, poeta (tenor)
- Nicole Cabeil - Musetta (soprano)
- George von Bergen: Marcello
- Boaz Daniel -
- Marcelle, pintor (baríton)
- Adrian Eröd: Schaunard
- Stéphane Degout -
- Schaunard, músic (baríton)
- Vitaly Kovalyov - Colline, filòsof (baix)
- Tiziano Bracci- (baix)
- Gerald Häussler
- Ioan Holender: Alcindoro
- Konrad Huber